# Arbi Abdulkarimowitsch Rassuchanow

Arbi Rassuchanow, 1995

Arbi Abdulkarimowitsch Rassuchanow (russisch Арби Абдулкаримович Рассуханов; * 19. Oktober 1953 in Utenai-Taldy, Region Kurgan, Kasachische Sozialistische Sowjetrepublik; † 2000 in Tschetschenien) war ein sowjetisch-russischer Maler tschetschenischer Herkunft.

## Leben
Arbi Rassuchanow wurde am 19. Oktober 1953 im Dorf Utenai Taldy in der Region Kurgan in der kasachischen Sowjetrepublik geboren. Seine historische Heimat ist die Stadt Schali im Südosten Tschetscheniens. Er lebte und arbeitete in der Stadt Grosny. Seit 1990 war er Mitglied der Künstler-Union Russlands.
1960 nahm er seine Schulausbildung auf, die er im Jahr 1968 absolvierte. Von 1968 bis 1970 studierte er an der Volksuniversität der Künste in Moskau benannt nach Nadezhda Krupskaya. Von 1971 bis 1972 studierte er am Leningrader Institut für Malerei, Bildhauerei und Architektur. Er durchlief seine Ausbildung in Leningrad, wo er von 1972 bis 1984 an der Akademie der Künste, benannt nach Ilya Repin, studierte. Aufgrund des Militärdienstes unterbrach er sein Studium und absolvierte es nur im Jahr 1984, unter der Leitung von Professor Yuri Neprintsev. Seine Diplomarbeit hieß „Frauen aus Tschetschenien-Inguschetien“.
Er ist einer der bedeutendsten Maler Tschetscheniens. Seine thematischen Werke wie Landschaften und Porträts waren überwiegend den Frauen und dem Kaukasus gewidmet. Sein bekanntestes Werk heißt „Die Weinlese“ und kann als sein bestes Werk bezeichnet werden.
Er hat seine Werke in zahlreichen Kunstausstellungen präsentiert. Verschiedentlich stellte er in Moskau aus. Im tschetschenischen Nationalmuseum hingen mehrere seiner Werke, die durch den ersten Tschetschenienkrieg 1995 zerstört wurden. Nur wenige seiner Werke waren erhalten, darüber berichtete er in seinem Interview der Schweizer Neue Zürcher Zeitung Während der Kämpfe blieb er in der Stadt und verbiss sich in seine Arbeit und verschaffte mehrere neue Werke. So beschrieb ihn 1995 der Korrespondent der Neue Zürcher Zeitung Martin Woker: Sein Atelier ist nicht zu verfehlen. Gleich hinter der Straße der Freiheit ist es das einzige noch einigermaßen intakte Gebäude in einer Umgebung von Ruinen. An der Mauer neben dem Eingang ein Schild: Meister Arbi Rassuchanow, Kunstmaler.
Ende 1995 wurden durch die Genehmigung von Arbi Rassuchanow und dem Kultusministerium der tschetschenischen Republik 62 seiner Werke nach Deutschland gebracht und auf den Wunsch des Kunstmalers den Bürgern verschiedener Länder geschenkt. So wurden seine Werke ein Teil der Privatsammlungen in Deutschland, Griechenland, Iran, Spanien, Frankreich, Schweiz und USA. 2024 schenkte ein Kunstsammler aus Deutschland 30 Werke von Arbi Rassuchanow dem Nationalmuseum der tschetschenischen Republik sowie der Staatsgalerie in Grosny.
Im Jahr 2000 verstarb Arbi Rassuchanow nach einer schweren Krankheit.

## Werke

Witwe, 1995, Staatsgalerie. A.A. Kadyrow, Grosny
Sommertag, 1995, Staatsgalerie. A.A. Kadyrow, Grosny
Tschetschenische Frauen, 1995, Staatsgalerie A.A. Kadyrow, Grosny
Bild einer Frau, 1995, Nationalmuseum der Republik Tschetschenien, Grosny